# Linia kolejowa Chrást u Plzně – Radnice
Linia kolejowa Chrást u Plzně – Radnice (Linia kolejowa nr 176 (Czechy)) – jednotorowa, regionalna i niezelektryfikowana linia kolejowa w Czechach. Łączy Chrást u Plzně i Radnice. Przebiega w całości przez terytorium kraju pilzneńskiego.